# Hans Hillebrand
Hans Hillebrandsson Hillebrand, död 5 maj 1684 i Malexanders församling i Östergötlands län, var en svensk adelsman och militär.

## Biografi
Hillebrand var son till majoren Hillebrand Hansson. Han blev 1640 fänrik vid Kronobergs regemente och 1641 löjtnant vid nämnda regemente. Hillebrand adlades 15 januari 1653 till Hillebrand och introducerades 1564 som nummer 581. Han blev kapten 1657 och sedan major. Hillebrand avled 1684 på Norra Sanden (Stjärnesand) i Malexanders församling och begravdes 1 november samma år.

### Familj
Hillebrand var gift med Magdalena Christina Stierna. Hon var dotter till översten Anders Stierna och Elsa Henriksdotter Meijer. De fick tillsammans barnen löjtnant Göran Hillebrand (död 1709), Peter Hillebrand, Maria Sofia Hillebrand (1646–1697) som var gift med löjtnanten Johan Larssom Bohm vid Kronobergs regemente, Maria Magdalena Hillebrand som var gift med löjtnanten Augustus von Rechenberg, Maria Elisabet Hillebrand (1648–1728) som var gift med kaptenlöjtnanten Gustaf Grubbe, Helena Hillebrand (1657–1716), Catharina Hillebrand (1662–1718) som var gift med fänriken Frans Adolf Bruce.